# Jacques Paul Fronton Duplantier
Jacques Paul Frontón Duplantier fue un abogado, botánico y político francés nacido el 10 de enero de 1764 a Caillau (Gironda) y fallecido el 17 de abril de 1814 en Agen.

## Biografía
Sabio botánico, funda con su amigo Nicolas Brémontier la Sociedad de Historia Natural de Burdeos en 1790. 
Diputado de Gironda a la Convención en 1792 y 1793, dimite el 7 de junio de 1793 y resulta presidente de la circunscripción de 1794 a 1797. Nuevamente elegido al Consejo de los Quinientos de 1798 a 1799, es proscrito por Napoleón Bonaparte al día siguiente del 18 brumaire (el 9 de noviembre de 1799). 
Rechaza las proposiciones de funciones públicas bajo el Imperio, en tanto se dice hostil a todas las tiranías, y se inscribe en 1805 en el Colegio de Abogadosde de Agen del cual es elegido decano en 1811.

## Descendencia
El nieto de Duplantier, Amón Fasileau-Duplantier, fue un empresario francés del café, del urbanismo y pionero en la producción eléctrica en Costa Rica. Sus actividades tuvieron un profundo impacto en Costa Rica durante la segunda mitad del siglo XIX, a través de la creación del primer barrio residencial de San José conocido como Barrio Amón.

## Obra
- Clasificaciones de las plantas
- Memoria sobre plantaciones de dunas
- Estudio de Entre-deux-mers

## Vínculos
- Datos: Q19939052